# A.S. Handball Albatro Siracusa 2009-2010

## Stagione
L'Albatro Teamnetwork Siracusa partecipa nella stagione 2009-2010 al campionato di Serie A Élite. Al termine della stagione regolare, si classificherà al settimo posto. Parteciperà alla Challenge Cup interrompendo il proprio cammino al terzo turno eliminatorio. Perderà la finale di Coppa Italia contro il Conversano, in gara secca per 30-26.